# Odopoia dentatinota
Odopoia dentatinota är en stekelart som först beskrevs av Girault 1925.  Odopoia dentatinota ingår i släktet Odopoia och familjen gallglanssteklar. Inga underarter finns listade i Catalogue of Life.